# 니콜라 마노일로비치
니콜라 마노일로비치(세르비아어: Никола Манојловић, Nikola Manojlović, 1981년 12월 1일 ~ )는 세르비아의 은퇴한 핸드볼 선수로 포지션은 레프트백이다. 츠르베나 즈베즈다에서 선수 생활을 시작했으며, 스위스, 독일, 루마니아. 슬로베니아, 벨라루스에서 선수 경력을 쌓았다.
세르비아 국가대표팀 선수로서 올림픽에 1회 출전했고, 유럽 핸드볼 선수권 대회에서 은메달 1개를 획득했다.